# Oxaalazijnzuur
Oxaalazijnzuur is een α-ketocarbonzuur met als brutoformule C4H4O5. De stof komt voor als een witte tot lichtgele kristallijne vaste stof, die goed oplosbaar is in water. Oxaalazijnzuur komt in hoge concentraties voor in hogere plantensoorten. De zouten en esters van oxaalazijnzuur worden oxaalacetaten genoemd. Soms worden zij aangeduid als oxaloacetaten, maar dit is een anglicisme.

## Eigenschappen en reacties
Oxaalazijnzuur is een dicarbonzuur alsook, door de asymmetrische positie van de carbonylgroep, zowel een α- als een β-ketocarbonzuur, waardoor verschillende reacties mogelijk zijn. De transaminering van de ketonfunctie leidt tot vorming van het aminozuur asparaginezuur. Bij verhitting treedt decarboxylering op.
Door intramoleculaire waterstofbrugvorming zijn zowel het trans-enol (1) als het cis-enol (2) van oxaalazijnzuur stabiel:
Het trans-enol wordt ook wel aangeduid als hydroxyfumaarzuur en het cis-enol als hydroxymaleïnezuur. Dit laatste tautomeer kan als zelfstandige stof gesynthetiseerd worden.

## Biologisch rol
Oxaalazijnzuur komt onder de vorm van het carboxylaat (oxaalacetaat) voor als intermediair in de citroenzuurcyclus en de gluconeogenese. Oxaalacetaat wordt gevormd door oxidatie van L-malaat, gekatalyseerd door het malaatdehydrogenase, en reageert, gekatalyseerd door citraatsynthase, met acetyl-CoA tot citraat.
Oxaalazijnzuur wordt ook gevormd in het mesofyl (het bladmoes) van planten door de condensatie van koolstofdioxide met fosfo-enolpyruvaat, gekatalyseerd door het PEP-carboxykinase.